# Salumbar
Salumbar (o Salumber) è una suddivisione dell'India, classificata come municipality, di 15.862 abitanti, situata nel distretto di Udaipur, nello stato federato del Rajasthan. In base al numero di abitanti la città rientra nella classe IV (da 10.000 a 19.999 persone).

## Geografia fisica
La città è situata a 24° 7' 60 N e 74° 2' 60 E e ha un'altitudine di 261 m s.l.m..

## Società

### Evoluzione demografica
Al censimento del 2001 la popolazione di Salumbar assommava a 15.862 persone, delle quali 8.115 maschi e 7.747 femmine. I bambini di età inferiore o uguale ai sei anni assommavano a 2.106, dei quali 1.099 maschi e 1.007 femmine. Infine, coloro che erano in grado di saper almeno leggere e scrivere erano 12.048, dei quali 6.773 maschi e 5.275 femmine.